# Ligne fortifiée du Nord-Caucase

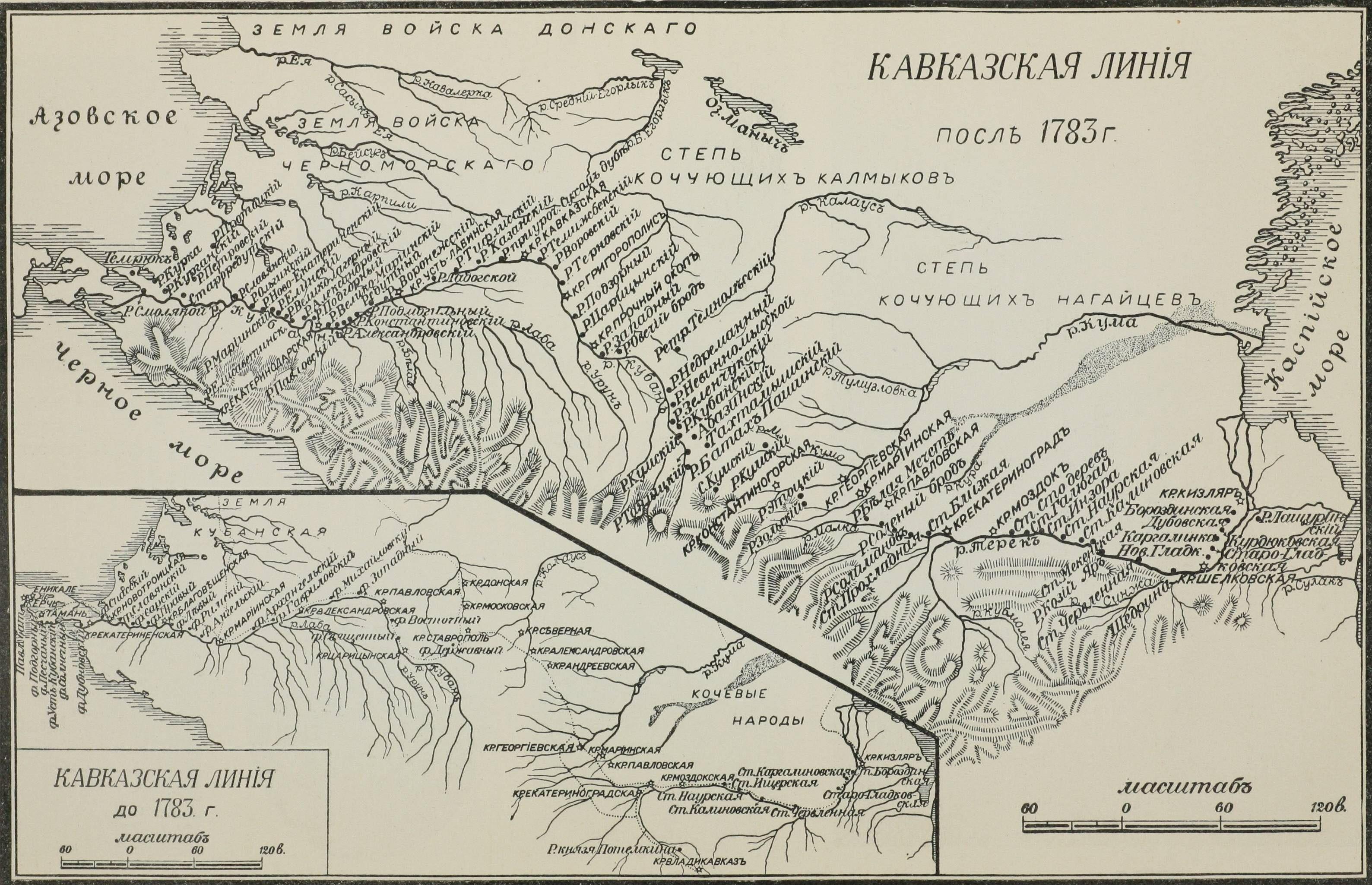
Carte de la ligne fortifiée du Nord-Caucase datant de 1783

La ligne fortifiée du Nord-Caucase est un ensemble de forts russes et d'établissements cosaques le long du versant nord du massif du Caucase. Établie à partir du milieu du XVIe siècle par quelques Cosaques libres près de la mer Caspienne, la ligne est poussée vers l'ouest à partir du milieu du XVIIIe siècle et utilisée comme base pour conquérir les montagnes au sud et pour peupler les steppes au nord.

### Sources et bibliographie
- (en) Thomas M. Barrett, At the Edge of Empire : The Terek Cossacks and the North Caucasus Frontier 1700-1860, 1999
- (en) Arthur Tsoutsiev, Atlas of the Ethno-Political History of the Caucasus, 2014